# Carl Perkins (pianista)
Carl Perkins (Indianapolis, 16 agosto 1928 – Los Angeles, 17 marzo 1958) è stato un pianista e compositore statunitense.
Fu un pianista dall'ottima esecuzione ritmica, aveva una tecnica atipica nel suonare il pianoforte, ossia quella di suonare con il braccio sinistro parallelo alla tastiera (questo a causa della poliomielite che colpì il suo braccio sinistro).

## Biografia
Iniziò la sua attività professionale nel 1948 suonando con Tiny Bradshaw, in seguito militò nei gruppi di Big Jay McNeely, Oscar Moore (dal 1953 al 1955) e per un breve periodo nel quintetto di Clifford Brown e Max Roach, fu leader di un proprio piccolo gruppo (un trio), con il quale incise il suo unico album.
Suonò o registrò, tra gli altri, con: Frank Morgan, Miles Davis, Dexter Gordon, Chet Baker, Jim Hall, Art Pepper, Leroy Vinnegar, Curtis Counce, effettuando una delle sue ultime incisioni nel gennaio del 1958 con Harold Land.
Come compositore da ricordare il suo più noto brano: Grooveyard.
Sul certificato di morte la causa è attribuita a uremia ed insufficienza renale acuta, probabilmente dovuta ad un prolungato abuso di sostanze tossiche.

## Discografia

### Come Leader
- 1956 - Introducing... (Dootone Records, DL 211)

### Collaborazioni
con Illinois Jacquet
- 1951 - Collates (Clef Records)
- 1956 - Illinois Jacquet and His Orchestra (Verve Records)

con Oscar Moore
- 1954 - Oscar Moore (Skylark Records)

con Clifford Brown e Max Roach
- 1954 - The Best of Max Roach and Clifford Brown in Concert (GNP Records)

con Frank Morgan
- 1955 - Gene Norman Presents Frank Morgan (GNP Records)

con Dexter Gordon
- 1955 - Dexter Blows Hot and Cool (Boplicity Records)

con Dizzy Gillespie
- 1955 - Jazz Recital (Norgran Records)

con Quincy Jones
1957 - Go West, Man! (ABC Paramount Records)
con Jim Hall
- 1957 - Jazz Guitar (Pacific Jazz Records)

con Pepper Adams
- 1957 - Pepper Adams Quintet (Mode Records)

con Inez Jones
- 1957 - Have You Met Inez Jones? (Riverside Records)

con Curtis Counce
- 1957 - You Get More Bounce with Curtis Counce (Contemporary Records)

con Chet Baker e Art Pepper
- 1957 - Playboys (World Pacific Records)

con Victor Feldman
- 1957 - Vic Feldman on Vibes (Mode Records)

con Richie Kamuca
- 1957 - Richie Kamuca Quartet (Mode Records)
- 1985 - Richie Kamuca Quartet (Mode Records) registrazioni del 1957

con Stuff Smith
- 1957 - Have Violin, Will Swing (Verve Records)

con Harold Land
- 1958 - Harold in the Land of Jazz (Contemporary Records)

con Leroy Vinnegar
- 1958 - Leroy Walks! (Contemporary Records)

con Buddy DeFranco
- 1959 - I Hear Benny Goodman And Artie Shaw (Verve Records) registrazioni del 1957
- 1960 - Wholly Cats (Verve Records) registrazioni del 1957
- 1979 - Buddy DeFranco Plays Benny Goodman (Verve Records) registrazioni del 1957
- 1979 - Closed Session (Verve Records) registrazioni del 1957

con Anita O'Day e Curtis Counce
- 1976 - Sessions, Live (Calliope Records) registrazioni del 1956 e 1957